# Pierre Veuillot
Pierre Marie Joseph Veuillot (5 de janeiro de 1913 - 14 de fevereiro de 1968) foi um cardeal católico romano e arcebispo de Paris.

## Biografia

### Sacerdote
Pierre Veuillot pertence à famosa linha dos Veuillots, jornalistas que defendem a Igreja, desde Louis Veuillot, de quem era sobrinho-neto. Seu pai, François Veuillot, também é jornalista, como seu avô Eugène Veuillot. Ele nasceu em 5 de janeiro de 1913 em Paris, 7º, filho do jornalista François Veuillot e sua esposa, nascida Marie Monnoir. Ele foi acenado um dia após seu nascimento e batizado em 6 de janeiro de 1913 pelo Padre Jean-Baptiste Lemius, amigo da família.
Sua irmã Geneviève Veuillot se tornará autora de livros infantis sobre a vida dos santos. Pierre Veuillot continuou seus estudos em cursos particulares no 7º arrondissement, incluindo o Cours Fontanes, anteriormente fundado pelo pai do General de Gaulle. Não há dúvidas, por causa de sua saúde frágil, de colocá-lo em um internato. Após o bacharelado, no qual passou com brilhantismo, Pierre Veuillot completou um primeiro ano de medicina, entrando então na Séminaire des Carmes de Paris, rue d'Assas, como externo (por causa de sua saúde) com dispensa do cardeal Jean Verdier. Ele se formou em filosofia escolástica lá então cumpriu o serviço militar como oficial de artilharia. De 1932 a 1937, obteve vários certificados da Sorbonne em cartas que mencionam a filosofia. Ele se torna amigo de Maxime Charles (mas não o defenderá na crise do centro de Richelieu em 1958, que irá opor o padre Charles ao cardeal Maurice Feltin) e Robert Frossard, seu futuro bispo auxiliar.
Depois de se formar em teologia, foi ordenado sacerdote 26 de março de 1939 pelo Cardeal Verdier. Foi coadjutor por alguns meses em Asnières, nos subúrbios de Paris, antes de ser mobilizado como capitão em 1939-1940, depois voltou para Asnières. No outubro de 1942, foi nomeado professor de filosofia no seminário menor de Conflans, chefiado pelo abade Lallier, futuro bispo. Em 1947, ele defendeu sua tese de teologia no Instituto Católico de Paris. Quando seus pais estão celebrando seu casamento de ouro, o novo núncio, Angelo Giuseppe Roncalli convidados para a recepção facilita uma audiência em Roma para Pierre Veuillot ao Papa Pio XII ; Pierre Veuillot foi adicionado à Secretaria de Estado em 1949 para auxiliar no campo dos negócios franceses Jacques-Paul Martin e Dominique Pichon , enquanto Montini (o futuro Papa Paulo VI) é substituto da Secretaria de Estado de Assuntos Extraordinários, até 1952, e pró-secretário antes de ser nomeado para o escritório de Milão em 1954. O abade dividia sua casa Veuillot com Achille Glorieux. Em 1953, recebeu o título de prelado de Sua Santidade, o que lhe deu o direito de ser chamado de Monsenhor. Realizou os trabalhos preparatórios para a redação da encíclica Fidei Donum, publicada em 1957 por Pio XII .

### Bispo
Em 7 de junho de 1959, O Papa João XXIII o nomeia bispo de Angers. Ele foi consagrado pelo Dom Maurice Cardeal Feltin assistido por Jean-Marie Villot e  Lallier . Então o 12 de junho de 1961, foi nomeado coadjutor do arcebispo de Paris com o título de bispo titular ( in partibus ) de Constantia na Trácia. Ele sucede ao Arcebispo de Paris, Cardeal Feltin, o 1 de dezembro de 1966. Nesse ínterim, ele ajuda na criação das novas dioceses de Créteil , Nanterre e Saint-Denis e participa ativamente das sessões do Concílio Vaticano II para as quais se preparou janeiro de 1964 Esquema de episcopis, reduzindo o papel de Carli no comitê em segundo plano. Veuillot defende sua posição a favor do movimento dos Padres operários, conseguindo do Papa Paulo VI o retorno ao trabalho em 1965. Ele também criou um conselho presbiteral para auxiliar o arcebispo em sua tomada de decisões. Ele se exercita no início das convulsões pós-conciliares. Gosta de ser interrogado por jornalistas, multiplicando o número de entrevistas, e é um dos primeiros prelados franceses a falar abertamente na televisão francesa sobre a sua relação com a fé, em particular durante o programa Face à 18 de abril de 1966. Ele sofre com a acusação do jornalista Georges Suffert de ser um "tecnocrata da Igreja", o último violentamente atacando como "pastor mais prefeito, apóstolo mais Administrator, Veuillot quer que a Igreja é servido como a URSS estava sob Stalin, já que O Pentágono está sob o comando de Robert McNamara. "
Durante o consistório de 26 de junho de 1967, foi criado cardeal pelo Papa Paulo VI com o título de Cardeal-presbítero de São Luís dos Franceses
Ele morreu repentinamente de leucemia em 14 de fevereiro de 1968, tinha apenas 55 anos e era cardeal há apenas alguns meses. Seu funeral é celebrado em 17 de fevereiro seguindo em Notre-Dame de Paris na presença do General de Gaulle e muitas personalidades Ele está enterrado na Catedral de Notre-Dame de Paris.